# Ronet
Pour les articles homonymes, voir Ronet (homonymie).
Ronet est un lieu-dit du village de Flawinne, section de la ville belge de Namur située en Région wallonne dans la province de Namur.
Situé dans une boucle de la Sambre (rive gauche) à l'est du village de Flawinne, au sud de Belgrade et à l'ouest de Salzinnes, Ronet est surtout connu pour le très large site ferroviaire SNCB, avec gare de triage et dépôt, en complément du site de Salzinnes tout proche avec le simulateur de conduite et l'atelier de réparations et entretien.

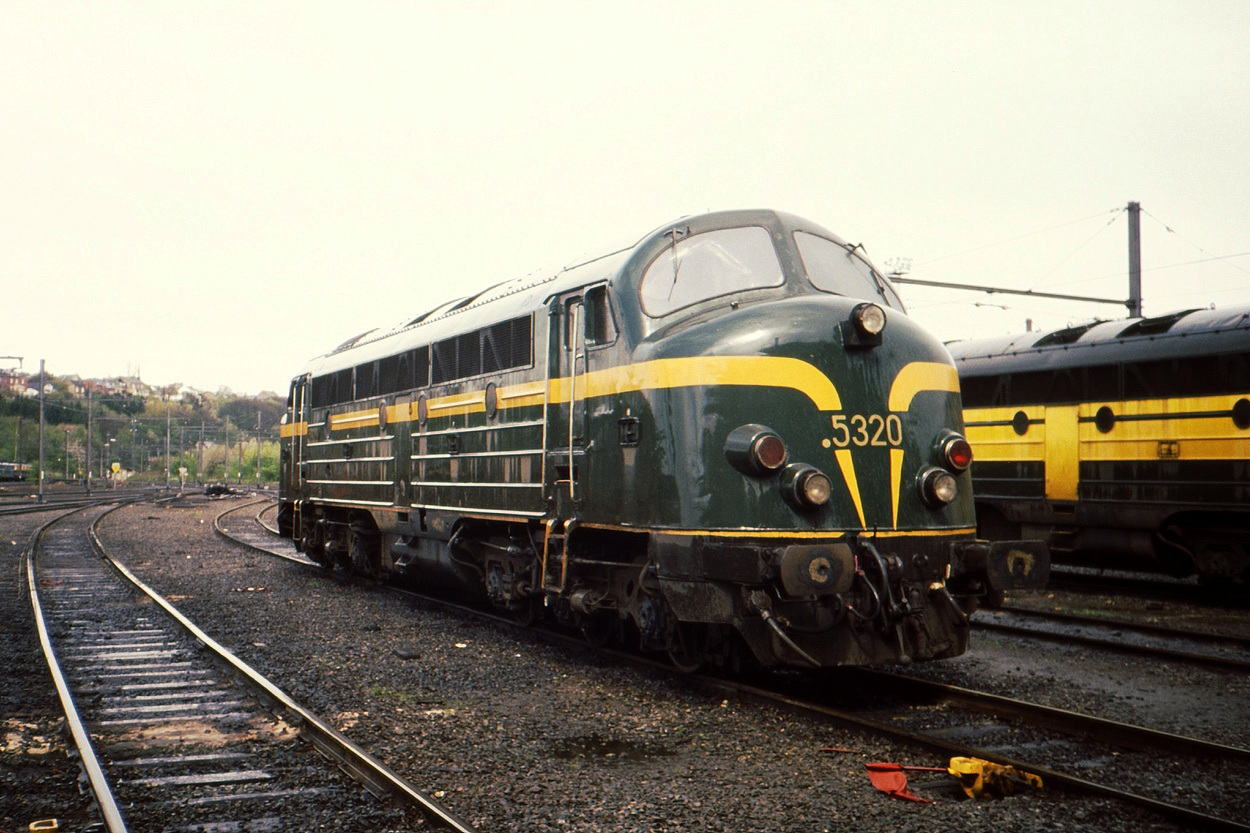
Locomotive 5320 - Photo prise en avril 1990.
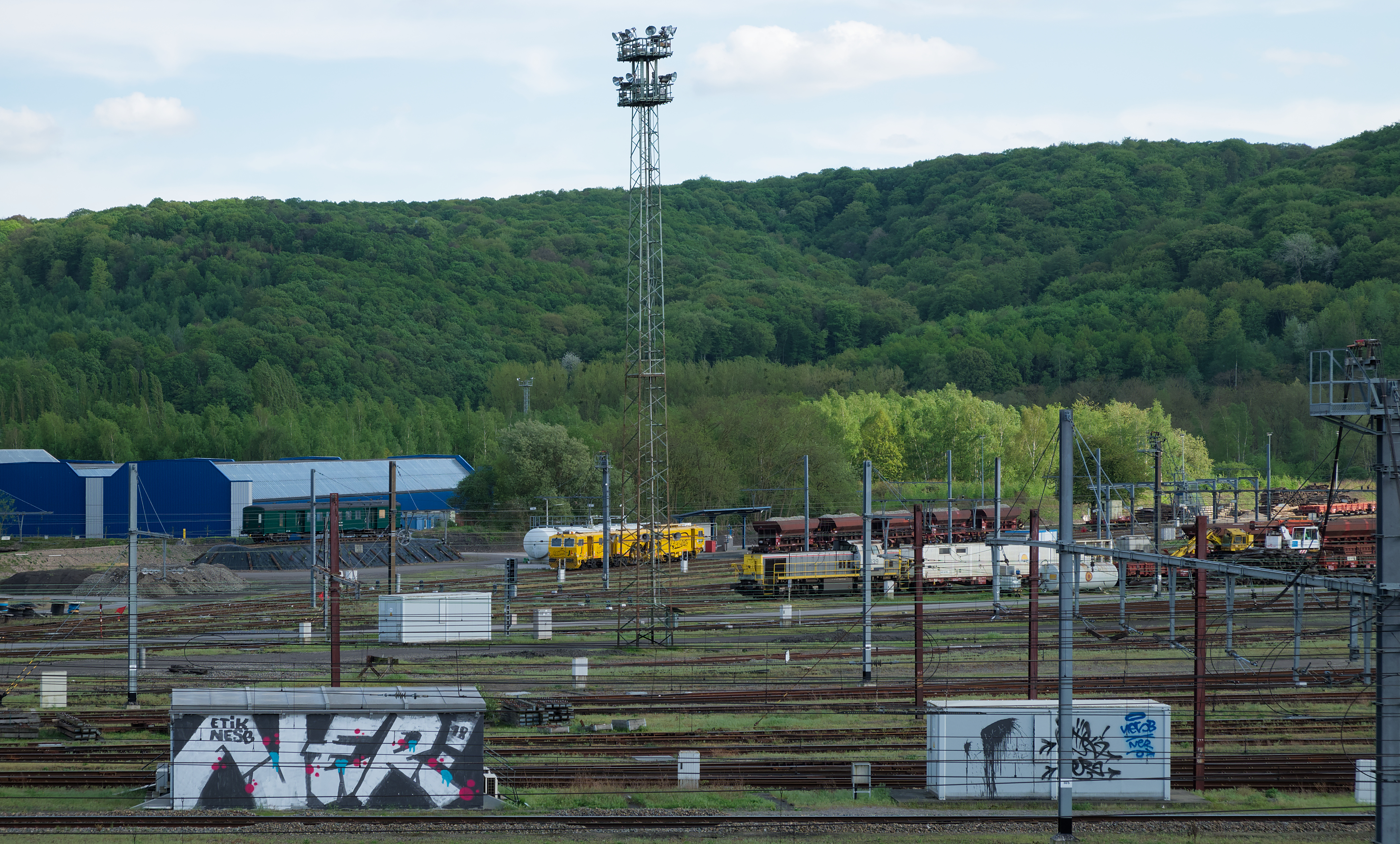
Gare de triage